# Spenzer

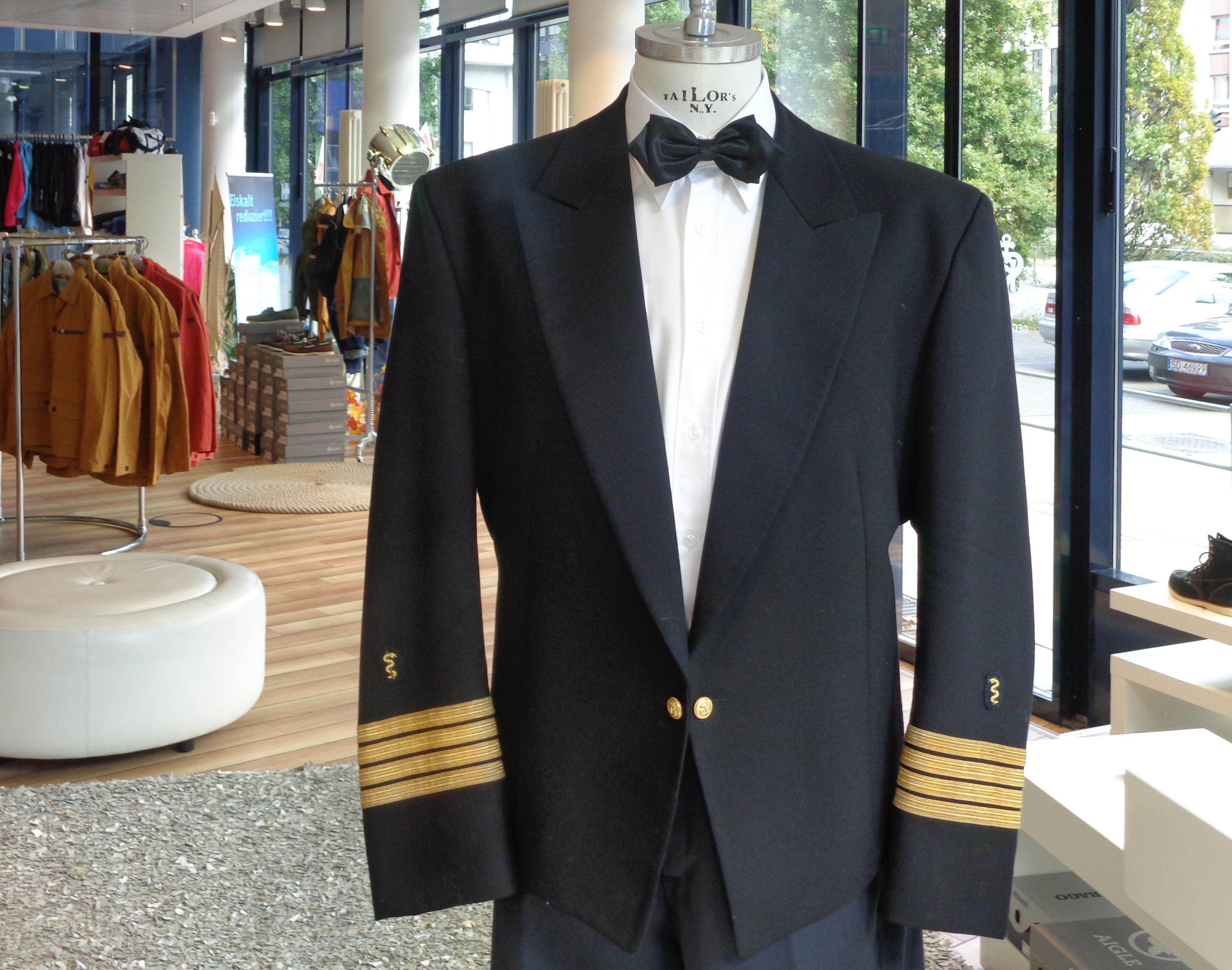
Marinespenzer bzw. Messejacke, mit sakkoartig verlängertem Torso

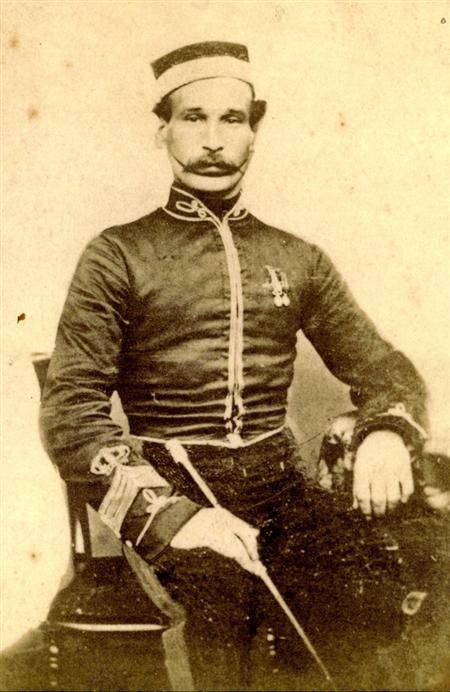
Britischer Kavallerist, in spenzerartiger, durchgeknöpfter Jacke, um 1856

Als Spenzer wird eine eng anliegende, taillenkurze Jacke für Damen und Herren bezeichnet. Die Bezeichnung soll auf den Erfinder, George Spencer, 2. Earl Spencer, zurückgehen. Abweichende Schreibweisen sind Spencer oder Spenser. Ursprünglich reichte der Torso eines Spenzers nur bis zur Taille und teilweise sogar, speziell in der Damenmode, nur knapp über die Brüste. 
Typisch sind der kurze Torso, den die hängenden Ärmelenden stets überragen, sowie das tiefe, bis fast zur Hüfte reichende Revers. Anzutreffen sind Spenzer etwa in der Gastronomie oder bei den Handels- bzw. Kriegsmarinen, wo sie unter der Bezeichnung Messejacke bspw. Teil der Abendgarderobe sein können. Bei Uniform-Spenzern ist die Schließung mittels zweier, mit einem sog. (Schäkel-)Kettchen verbundenen, Metallknöpfe, üblich. Zivile Spenzer werden dagegen meist zugeknöpft.
Allgemein als Barmann-Spenzer bezeichnet wird eine ebenfalls taillenkurze Damen- und Herrenjacke in der Optik einer Weste, mit Stoffriegeln am Rücken.
In früheren Epochen und noch heute bei Trachten wird der Begriff auch allgemein für Jacken verwendet.
Als Damen-Unterwäsche ist ein Spenzer ein eng anliegendes, kurzes Oberteil zum Schlüpfen.